# Dom von Nola

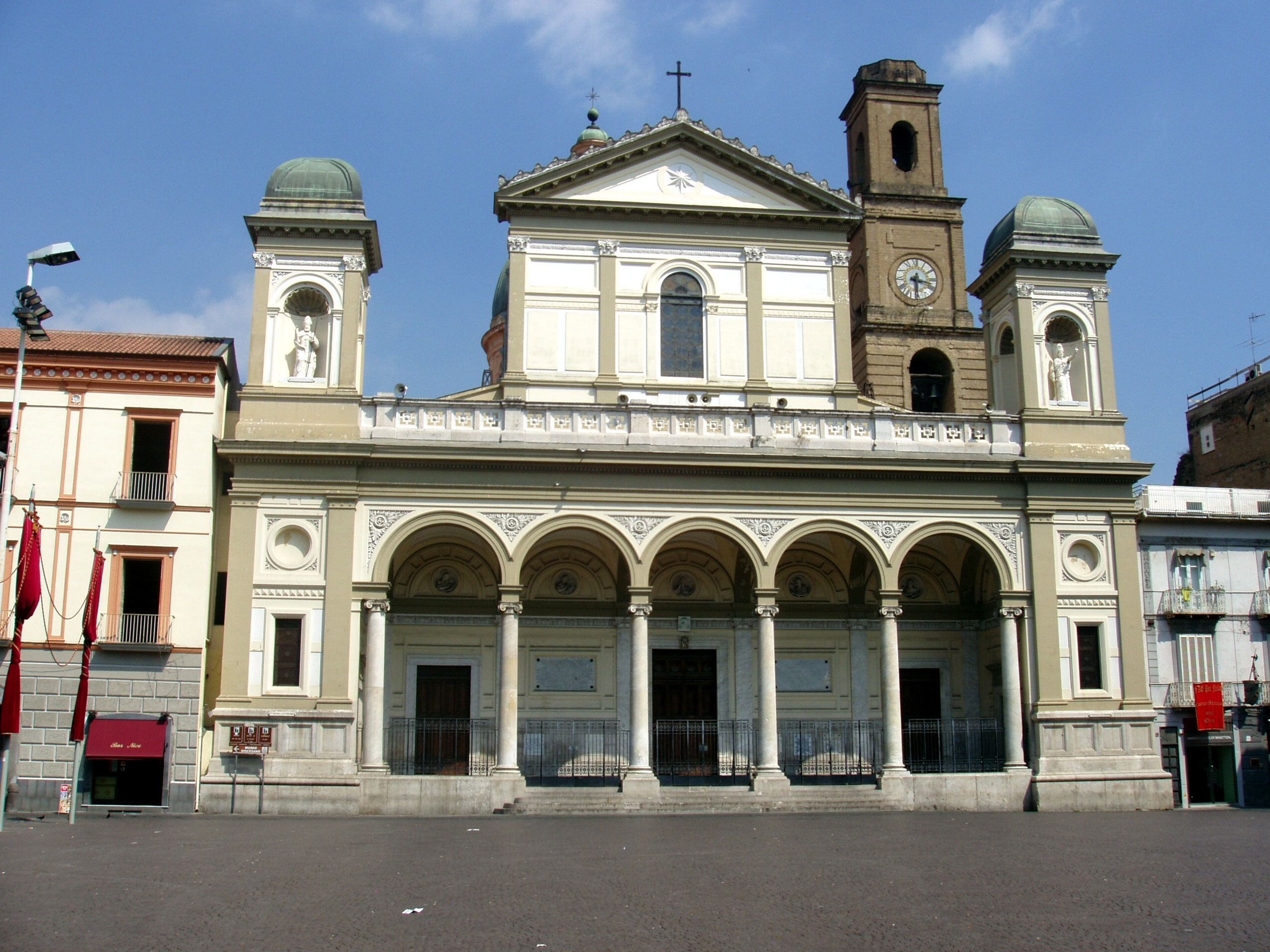
Dom von Nola

Der Dom von Nola oder die Kathedrale Mariä Himmelfahrt (italienisch Cattedrale Maria Assunta) ist eine römisch-katholische Kirche in Nola in Kampanien, Italien. Die Kathedrale des gleichnamigen Bistums ist  unter dem Patrozinium der Himmelfahrt Mariens der Gottesmutter gewidmet und trägt den Titel einer Basilica minor. Sie wurde an der Wende zum 20. Jahrhundert im Stil der Neorenaissance errichtet.

## Geschichte
Die ursprüngliche Kathedrale stammte vom Ende des 14. Jahrhunderts, erbaut nach der Verlegung des Sitzes der Diözese von Cimitile, wo sich die Kathedrale von San Felice in Pincis befand, nach Nola. Die provisorischen Kathedrale, die Kirche Santi Apostoli, wurde als unzulänglich angesehen und daneben der neue Sakralbau im gotischen Stil mit drei Schiffen errichtet. Durch einen Einsturz im Jahr 1583 erfuhr das Gebäude große Veränderungen; schließlich wurde die Kathedrale 1861 durch einen Brand zerstört, bei dem das Dach einstürzte. Es konnten nur einige künstlerisch wertvolle Teile der Kirchenausstattung gerettet werden, die Statuen der Schutzheiligen, die Krypta, die Kapelle der Unbefleckten Empfängnis und die Statue der Jungfrau Maria.
Die heutige Kathedrale von Nola auf der Piazza Duomo wurde zwischen 1869 und dem Beginn des 20. Jahrhunderts vom Architekten Nicola Breglia im Neorenaissancestil errichtet. Sie wurde im Mai 1909 mit der feierlichen Überführung der Reliquien des hl. Paulinus von Nola geweiht. Im März 1954 wurde sie von Papst Pius XII. in den Rang einer Basilica minor erhoben. 1992 besuchte Papst Johannes Paul II. den Dom.

## Beschreibung

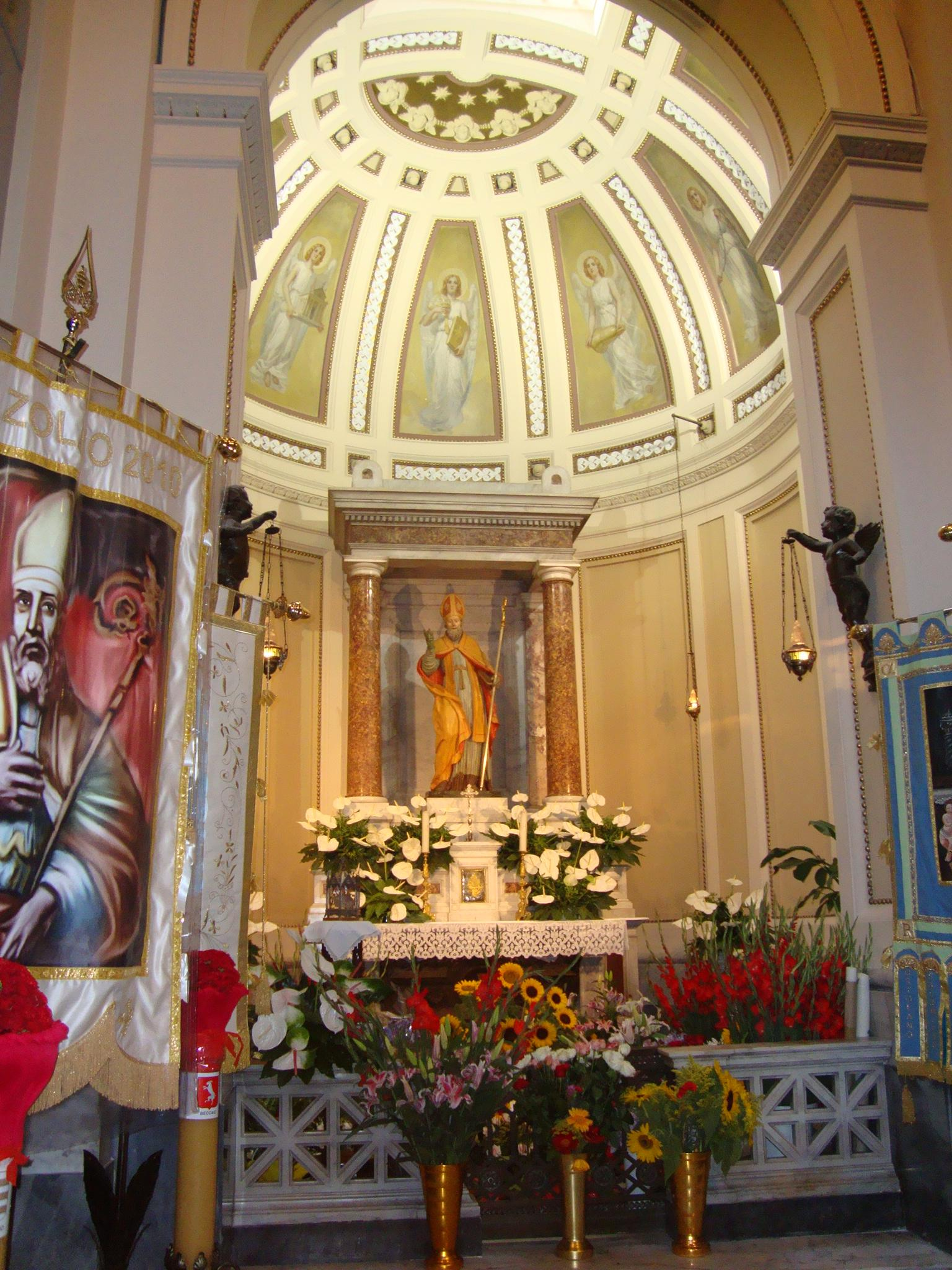
Altarraum

Vor der Fassade befindet sich ein Portikus mit fünf Bögen, der von sechs Marmorsäulen mit Travertinkapitellen getragen wird. Neben der Kirche befindet sich der Glockenturm, dessen Bau auf das 12. Jahrhundert zurückgeht, der aber 1805 durch ein Erdbeben teilweise zerstört wurde. Zwei weitere kleine Glockentürme schließen die Fassade ab, an der sich eine Balustrade befindet: in den beiden seitlichen Glockentürmen befinden sich die Statuen der beiden Hauptheiligen: des hl. Felix von Nola und des hl. Paulinus von Nola.
Die Kathedrale wurde als dreischiffige Basilika auf dem Grundriss eines lateinischen Kreuzes entworfen, die Schiffe wurden durch Granitsäulen gegliedert. Die flache Decke des Mittelschiffs ist kassettiert, die Seitenschiffe sind mit Kuppeln überwölbt. Die Vierungskuppel über einem zwölffenstrigen Tambour ruht auf Pendentifs. Die Decke des Kirchenschiffs enthält die Wappen der beiden Bischöfe, die den Bau der neuen Kathedrale begannen und vollendeten (Giuseppe Formisano und Agnello Renzullo); in der Mitte befindet sich ein Gemälde von Salvatore Postiglione, das die Apotheose des Heiligen Felix von Nola darstellt. Die Decke wird durch zwei Flachreliefs von Salvatore Cepparulo mit Episoden aus dem Leben des hl. Paulinus vervollständigt.
Im linken Seitenschiff befinden sich sechs Kapellen, darunter eine, die dem hl. Paulinus gewidmet ist und von dem Maler Vincenzo Severino gestaltet wurde; im rechten Seitenschiff befinden sich vier Kapellen. Die wichtigste Kapelle ist jedoch diejenige, zu der man vom Querschiff aus Zugang hat und die der Unbefleckten Empfängnis gewidmet ist: Die aus dem 16. Jahrhundert stammende Kapelle ist die einzige, die von der alten Kathedrale erhalten geblieben ist. Sie besteht aus zwei Räumen und ist reich im Stil der Renaissance dekoriert. Vom Querschiff aus gelangt man auch in die Krypta mit dem Grundriss eines griechischen Kreuzes, die dem hl. Felix gewidmet ist. In die Zugangsmauer zur Krypta ist ein Edelsteinkreuz aus dem 5. Jahrhundert eingemauert. Die Holzstatuen der Unbefleckten Empfängnis, des hl. Paulinus und des hl. Felix, die in den jeweiligen Kapellen aufgestellt sind, stammen aus dem 17. Jahrhundert und sind das Werk des Bildhauers Iacopo Bonavita.